# Симановский, Николай Петрович
Николай Петрович Симановский (1854—1922) — врач-оториноларинголог, академик. Основоположник оториноларингологии как самостоятельной научной дисциплины в России. Лейб-педиатр и почётный лейб-отиатр Двора ЕИВ; Совещательный член Медицинского совета Российской империи; Совещательный член Военно-санитарного Учёного Комитета; Тайный советник.

## Биография
Родился 4 (16) февраля 1854 года в Саратове.
Окончил Саратовскую мужскую гимназию, затем Императорскую медико-хирургическую академию в Санкт-Петербурге; в 1878 году получил степень лекаря, в 1881 году там же — степень доктора медицины по защите диссертации «О влиянии раздражений чувствительных нервов на отправление и питание сердца»; ученик С. П. Боткина. С 1886 года — адъюнкт-профессор горловых и носовых болезней, в 1895 году занял в медико-хирургической академии и кафедру ушных болезней.
В 1903 году под председательством Н. П. Симановского было учреждено Санкт-Петербургское общество врачей по горловым, носовым и ушными болезням; в 1909 году общество стало издавать свой журнал — «Вестник ушных, горловых и носовых болезней», который сыграл заметную роль в развитии отечественной отоларингологии.

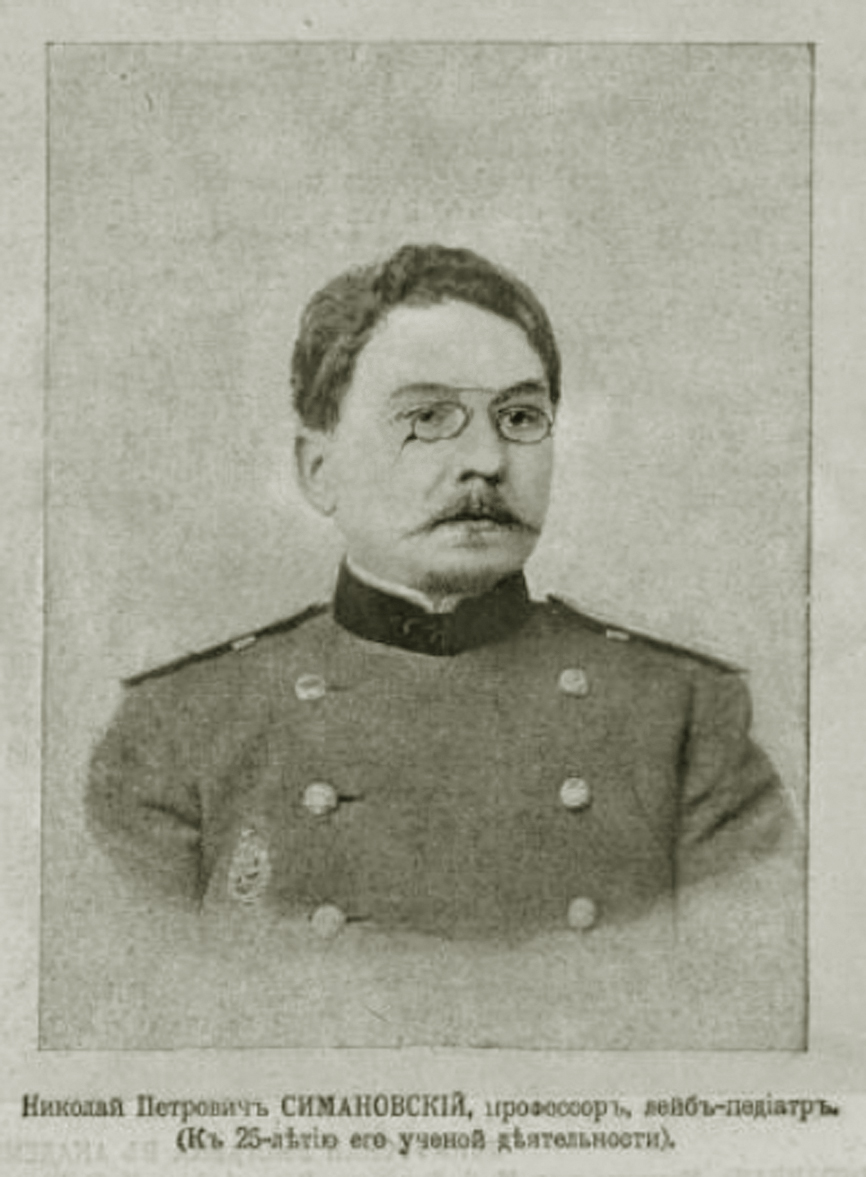
Профессор, лейб-педиатр Н. П. Симановский. 1901 г.

За заслуги в деле развития медицинской науки и практики в 1907 году Н. П. Симановскому было присвоено почётное звание академика. 

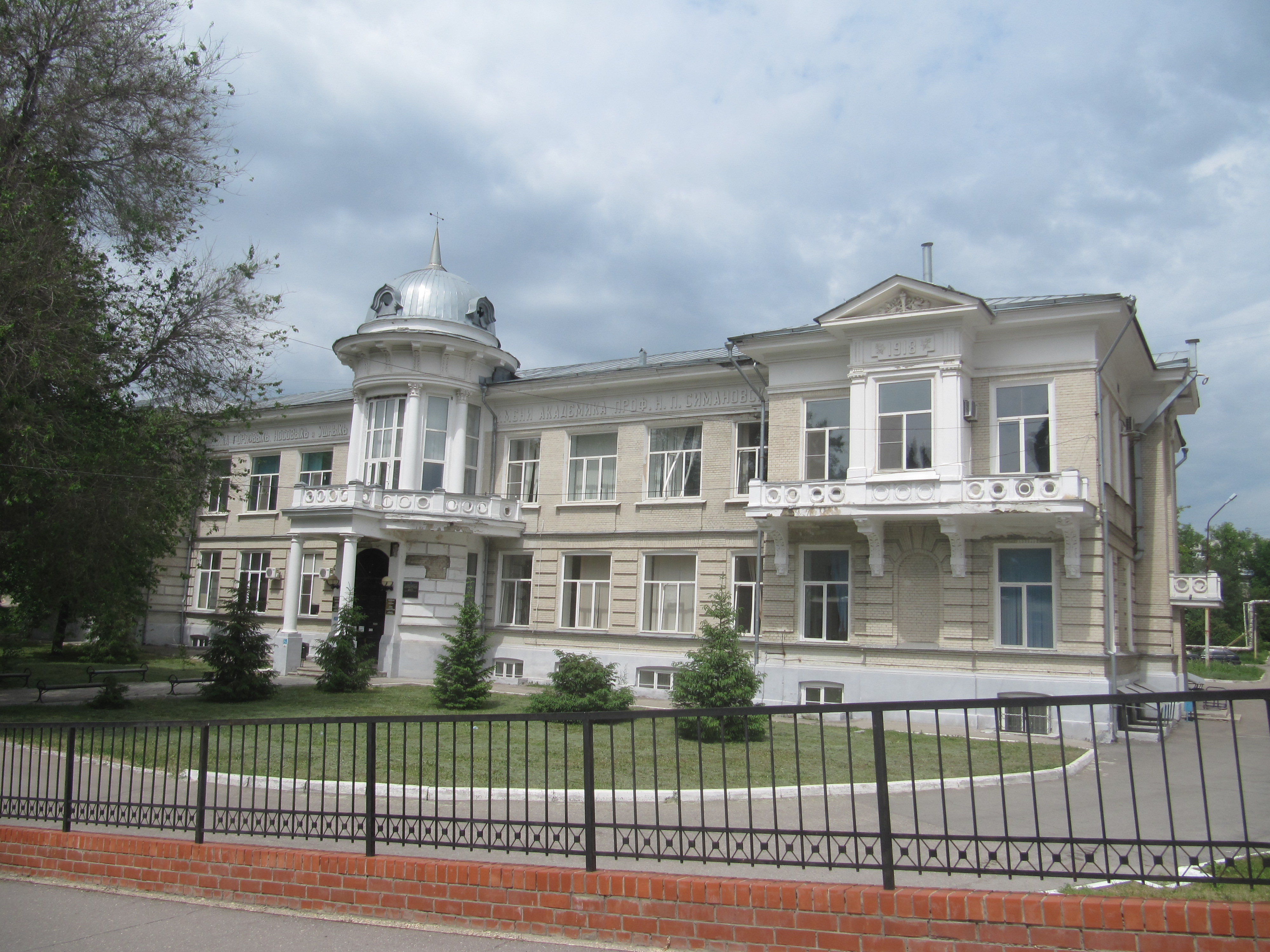
Клиника уха, горла и носа имени Н.П. Симановского (Саратов)

В 1912 году он пожертвовал более 40 тысяч рублей из своих личных сбережений на строительство в Саратове первой в провинции клиники, на её фасаде под крышей написано: «Клиника горловыхъ, носовыхъ и ушныхъ болезней имени академика проф. Н.П. Симановского». Ныне клиника входит в состав — Клиническая больница имени С. Р. Миротворцева СГМУ.
Автор ряда научных работ, из которых наиболее известными являются исследования двигательного аппарата гортани (установил наличие мышцы в ложной голосовой связке — «мышца Симановского»), болезней язычного и других миндаликов («нож Симановского» для вскрытия флегмон горла), монография о туберкулёзе гортани, в терапию которой Симановским было введено новое лечебное средство парахлорфенол («мазь Симановского»), и монография о заболеваниях носа.
Много внимания уделял вопросам обучения глухонемых детей.
Умер 5 июля 1922 года в Петрограде. Похоронен на Никольском кладбище Александро-Невской лавры.
Жена Екатерина Олимповна Шумова-Симановская (1852—1905) — физиолог, доктор медицины (1877).

## Избранные труды
- «Терапевтическое действие настоя ландышей при сердечном неврозе» (1881)
- «Случай врожденного порока сердца»
- «О влиянии раздражения чувствительных нервов на отправление черепно-мозговой нервной системы»
- «О желчной колике»
- «Применение электрического освещения в ларингологии»
- «Об иннервации гортани» (1884)
- «О функциональных расстройствах голосового аппарата в периоде наступления половой зрелости» (1885)
- «Применение фотографии к изучению колебания голосовых связок» (1885)
- «О воспалении 4-го или языкового миндалика» (1893) доклад Русскому обществу врачей в СПб., удостоенный золотой медали
- «О целебном значении пара- и ортолморфенолов при бугорчатых и др. заболеваниях верхних дыхательных путей» (1894)
- «О ревматическом воспалении черпало-кольцевидного сочленения гортани» (1893)

Могила Симановского на Никольском кладбище Александро-Невской лавры в Санкт-Петербурге.

## Интересные факты
В годы учёбы в академии Н. П. Симановский был причастен к деятельности революционных организаций «Земля и воля» и «Народная воля», в частности, был близко знаком со студентом медико-хирургической академии Л. Ф. Мирским. После неудачного покушения последнего 13 марта 1879 года на шефа жандармов генерала А. Р. Дрентельна Н. П. Симановский был арестован и в течение месяца содержался в Доме предварительного заключения.